# Rezolucja Rady Bezpieczeństwa ONZ nr 2334
Rezolucja Rady Bezpieczeństwa ONZ 2334 – rezolucja przyjęta przez Radę Bezpieczeństwa ONZ 23 grudnia 2016 roku. Uchwała wzywa do zaprzestania budowy osiedli izraelskich na ziemiach zdobytych przez Izrael w 1967 roku w wyniku wojny sześciodniowej.
Rezolucja wskazuje, że osiedla „są pozbawione mocy prawnej i stanowią rażące naruszenia prawa międzynarodowego”. To pierwsza rezolucja Rady Bezpieczeństwa ONZ, w sprawach dotyczących Izraela i Palestyny od 2009 roku  i pierwsza w sprawie rozwiązania problemu osiedli izraelskich od rezolucji nr 465 z 1980 roku. Została przyjęta 14 głosami za, Stany Zjednoczone wstrzymały się od głosu.
Choć w rezolucji nie jest określona żadna kara ani środek przymusu wobec Izraela, to jednak – zgodnie z opinią gazety Ha-Arec, „może mieć poważne konsekwencje dla Izraela (...) w szczególności w perspektywie średnio- i długoterminowej”.

## Historia uchwalenia
Projekt rezolucji został przygotowany przez Egipt, jednak 22 grudnia prezydent elekt Stanów Zjednoczonych Donald Trump wezwał prezydenta tego kraju Abd al-Fattaha as-Sisiego do wycofania wniosku  co Egipt, poddany niezwykłej presji dyplomatycznej, uczynił. Następnego dnia projekt został jednak zgłoszony przez cztery inne kraje Rady Bezpieczeństwa – Malezję, Nową Zelandię, Senegal i Wenezuelę.

## Reakcje w Izraelu
Premier Izraela Binjamin Netanjahu uznał rezolucję za „stronniczą i haniebną”, zadeklarował, że Izrael nie będzie przestrzegać rezolucji oraz wstrzyma finansowanie pięciu instytucji ONZ (w wysokości 7,8 mln USD). Stwierdził także, że administracja prezydenta Obamy „nie obroniła Izraela”, a on sam „z niecierpliwością czeka na współpracę z prezydentem elektem Donaldem Trumpem” oraz z przyjaciółmi Izraela w Kongresie, aby „przeciwdziałać szkodliwym konsekwencjom tej absurdalnej rezolucji”.
Na rozmowy do MSZ zostali wezwani urzędujący w Izraelu ambasadorowie USA oraz dziesięciu innych krajów, które poparły rezolucję. Do 20 stycznia czyli do zaprzysiężenia nowego prezydenta USA, izraelscy ministrowie mieli zrezygnować ze spotkań z politykami państw, które poparły rezolucję oraz z podróży do tych krajów.
Ambasadorowie Izraela w Nowej Zelandii i Senegalu zostali wezwani do kraju na konsultacje, odwołano zaplanowaną wizytę ministra spraw zagranicznych Senegalu w Izraelu oraz zlikwidowano wszystkie izraelskie programy pomocowe dla tego afrykańskiego państwa.
W związku z poparciem rezolucji przez Ukrainę, strona izraelska odłożyła, na czas nieokreślony, wizytę premiera Wołodymyra Hrojsmana planowaną na koniec grudnia.
Lider opozycji w Izraelu, przewodniczący Unii Syjonistycznej, Jicchak Herzog, chociaż sam potępił rezolucję ONZ, stwierdził, że Netanjahu „wypowiedział tego wieczora wojnę światu, Stanom Zjednoczonym i Europie”.

## Reakcje w Palestynie
Prezydent Palestyny Mahmud Abbas powiedział: „Głosowanie za rezolucją nie rozwiązało sprawy palestyńskiej, ale ją zdefiniowało”. Dodał: „Świat powiedział, że osadnictwo na terytoriach palestyńskich okupowanych w 1967, w tym we Wschodniej Jerozolimie, jest nielegalne”. Poprosił Izrael „aby siedział razem przy stole negocjacyjnym, aby omówić wszystkie nierozstrzygnięte kwestie między nami i rozwiązać je z dobrymi intencjami”, dodając: „Jesteśmy sąsiadami na tej świętej ziemi i chcemy pokoju”.
Główny negocjator palestyński Saeb Erekat powiedział: „jest to dzień zwycięstwa prawa międzynarodowego, zwycięstwo cywilizowanego języka i negocjacji oraz całkowite odrzucenie sił ekstremistycznych w Izraelu. Społeczność międzynarodowa powiedziała Izraelczykom, że droga do bezpieczeństwa i pokój nie będzie dokonana przez okupację, ale raczej przez pokój, zakończenie okupacji i ustanowienie państwa palestyńskiego, by żyć obok państwa Izrael w  granicach z 1967 r.”